# Кінонагорода MTV за найбільш лякаюче виконання
Кінонагорода MTV за найбільш лякаюче виконання (англ. MTV Movie Award for Best Scared-As-Shit Performance) вперше була вручена 2005 року, потім — 2006 року. Надалі нагорода присуджувалася не кожного року.

## Переможці
| Рік  | Переможець          | Фільм                    | Роль                   |
| ---- | ------------------- | ------------------------ | ---------------------- |
| 2005 | Дакота Феннінг      | Гра у схованки           | Емілі Калавей          |
| 2006 | Дженніфер Карпентер | Шість демонів Емілі Роуз | Емілі Роуз             |
| 2010 | Аманда Сейфрід      | Тіло Дженніфер           | Ніді                   |
| 2011 | Елліот Пейдж        | Початок                  | Аріадна                |
| 2013 | Сурадж Шарма        | Життя Пі                 | Пі Патель              |
| 2014 | Бред Пітт           | Всесвітня війна Z        | Джеррі Лейн            |
| 2015 | Дженніфер Лопес     | Фатальна пристрасть      | Клер Петерсон          |
| 2018 | Ноа Шнапп           | Дивні дива               | Вілл Баєрс             |
| 2019 | Сандра Буллок       | Пташиний короб           | Мелорі                 |
| 2021 | Вікторія Педретті   | Привиди маєтку Блай      | Даніель «Дані» Клейтон |
| 2022 | Дженна Ортега       | Крик                     | Тара Карпентер         |
| 2023 | Дженніфер Кулідж    | Білий лотос              | Таня Маккуойд          |

## Цікаві факти
- Станом на 2023 рік жоден актор чи акторка не отримав більше ніж одну перемогу.